# Angină pectorală
Angina pectorală (angor) este o durere în zona toracelui, care poate iradia. Cauza este o irigare necorespunzătoare a inimii. În țările dezvoltate este o problemă de sănătate des întâlnită.
Termenul vine din latină prin asocierea cuvântului Angina, care înseamnă durere și Pectoris, adică piept. În consecință, prin angina pectoris ne referim la o durere retrosternală, uneori iradiată la latura ulnară a mâinii stângi și la umeri.

### Cauze
Senzația de constricție în regiunea pieptului e cauzată de o reducere temporară a fluxului sanguin către țesutul muscular al inimii (ischemia miocardică tranzitorie).
Reversibilitatea acestei condiții face diferența dintre angină și infarct, un eveniment mult mai grav care se asociază cu necroza (moartea) unei părți mai mult sau mai puțin extinse a inimii.
Sângele este principalul vehicul prin care se transportă oxigen și nutrienti către celule și care apoi se încarcă cu produse metabolice. Atunci când volumul de sânge se reduce țesuturile intră în suferință și acumula metaboliți toxici. Această condiție este captată de chemoceptori cardiaci și de aici este transmisă către sistemul nervos central care prin reflex pornește o senzație de durere, tocmai pentru că inima nu are terminații nervoase senzitive.
Aportul de sânge către miocard poate deveni insuficient față de necesitate inimii în condiții de repaus sau în timpul efortului fizic (urcatul scărilor, ridicarea și transportarea obiectelor și greutăților, etc.). Chiar și stresul psiho fizic poate favoriza condiția patologică.
Cauzele ischemiei, în majoritatea cazurilor, ne duc cu gândul la patologii coronariene. Aceste vase care în condiții normale asigură un aport normal de sânge către inimă pot deveni ineficiente în a satisface această necesitate din două motive principale:
- din cauza reducerea aportului de sânge la inimă (angina primară)
- din cauza creșterii nevoii metabolice a inimii (angina secundară)

Componente primare
Cauzele apariției anginei pectorale duc în special către:
- stenoză tranzitorie cauzată de prezența de plăci aterosclerotice. Ateroscleroza, adică întărirea arterelor, este o boală degenerativă care afectează pereții arterelor îngroșând una și reducând elasticitatea acestora. Această boală afectează în special arterele musculare de mari și medii dimensiuni, așa cum sunt coronarele. Întărirea vaselor asociată cu formare de ateroame și plăci aterosclerotice reprezintă cea mai des întâlnită cauză de apariție a cardiopatiilor ischemice.
- Spasmul coronarian tranzitoriu care reduce spațiul în arterele sănătoase, adică spasmul în absența de stenoză, prin alterarea mecanismelor normale de vasoconstricție și vasodilatare.

La originea anginei se pot întâlni diferite patologii ca:
- anemia gravă
- Tahicardia
- Criza hipertensiva
- Bolile inimi ca și miocardiopatia hipertrofică
- Bolile valvelor cardiace adică stenoza mitralică

Componente secundare
Atacul anginos poate avea loc chiar și în repaus dar în general se manifestează în situații în care nevoie de oxigen din partea miocardului crește:
- eforturi fizice mai mult sau mai puțin intensă în funcție de gravitatea bolii
- Frig
- Stres
- Emoții intense
- Sperietură
- Activitatea sexuală
- Mese foarte grele
- Combinarea acestor factori

Des, angina pectorală este rezultatul prezenței în același timp a unei cauze primare și a unei cauze secundare, situație agravată de factori cauzali, ca și efortul fizic intens. La unii pacienți durerea poate apărea și în repaus, iar în acest caz este vorba despre angina spontană (cu clasă de risc foarte ridicat), în timp ce alte persoane suferă de angină doar în situații previzibile; exemplu, în timpul activității fizice intense (angina de efort cu clasă de risc scăzut).

Între aceste două extreme se poziționează angina mixtă, o formă caracterizată de episoade anginoase atât în repaus cât și în timpul activității fizice (clasă de risc medie).
Angina pectorală este un caz clinic caracterizat de apariția durerii în piept, ca rezultat al ischemiei miocardice secundare, aproape mereu legată de ateroscleroza coronariană.

### Clasificare
Angina poate fi clasificată în mod diferit în funcție de criteriile utilizate, acestea fiind criterii clinico-prognostice, fiziopatologice sau descriptive.
În funcție de clasificarea clinico-prognostică se evidențiază două tipuri de angină:
- Angina stabilă (sau angina de efort)
- Angina instabilă (sau sindrom pre-infarctual)

##### Angina Stabilă sau de Efort
Sindrom cronic care se manifestă mai des din cauza efortului, a frigului sau a stresului.
Este cea mai des întâlnită formă a patologiei, motiv pentru care este numită și angina pectorală tipică. Apare în principal în timpul efortului fizic și în acele situații în care e nevoie de un flux sanguin mai mare către inimă. În aceste cazuri, gravitatea simptomelor este constantă și nu se înrăutățește semnificativ cu trecerea timpului.
În afară de faptul că e cel mai des întâlnită formă, angina stabilă este și cea mai puțin gravă, deoarece episoadele acute sunt previzibile ca și frecvență și intensitate, motiv pentru care este și cea mai tratabilă formă cu medicamente capabile să prevină sau să inceteze atacul.

##### Angina instabilă
Cuprinde diferite forme de angina pectorală, care în comun au instabilitatea cadrului clinic. Cele mai importante caracteristici ale acestei forme sunt: apariția recentă (<o lună) și înrăutățirea ca durată și intensitate a episoadelor anginoase.
Cu trecerea timpului, atacurile se manifestă chiar și cu efort fizic moderat (reducerea pragului ischemic), până la a apărea în condiții de absolut repaus. În acest caz, controlul terapeutic este dificil deoarece pacientul este nepregătit să treacă printrul atac anginos.
Dintre cele două forme, angina instabilă este cea mai periculoasă și se poziționează ca și gravitate între forma stabilă și infarctul miocardic.
La rândul ei, angina instabilă se împarte în două forme secundare:
- ischemia silențioasă
- angina Prinzmetal

##### Angina sau ischemia silențioasă
E o condiție tranzitorie în care se verifică o discrepanță între consumul și aportul de oxigen al miocardului. Spre deosebire de alte forme de angina, ischemia silențioasă se recunoaște datorită absenței de simptome, deci de durere (de aici și termenul de silențioasă în nume). Această condiție, tipică diabeticilor poate fi diagnosticată doar prin examene specifice.
Nu sunt încă certe cauzele reale ale absenței de durere, deși probabil sunt în strânsă legătură cu creșterea producției și secretării de endorfine (antidureroase endogene) din partea sistemului nervos central.
Ca și angina silențioasă, și infarctul este silențios în aproximativ 15% din cazuri.

##### Angina Prinzmetal
Este vorba despre un cadru clinic mai rar, caracterizat de apariția anginei în repaus și nu în timpul eforturilor.
În aceste cazuri, atacul anginos tinde să apară mereu la aceeași oră a zilei, des fiind în timpul nopții. Angina Prinzmetal este provocată de spasmul excesiv al arterelor coronare, care în multe cazuri nu sunt afectate de plăci aterosclerotice.

### Alte forme de angină

#### Criterii fiziopatologice
În funcție de mecanismele fiziopatologice care o determină, angina pectorală poate fi primară sau secundară.

##### Angina primară
Este rezultatul unei reduceri primare a fluxului coronarelor. Se observă în repaus și e datorată unei obstrucții temporare a unui vas coronarian, cauzată de spasmul coronarian, de tromboza coronariană tranzitorie sau de ambele.

##### Angina secundară
Apare în urma unei creșteri a necesarului de oxigen din partea miocardului (de obicei evenimentul e asociat cu un efort), care depășește posibilitatea de a aduce și aportul de oxigen la nivelul necesar.

##### Angina funcțională
Grupează toate acele situații în care angina nu e cauzată de o problemă la coronare, ci de alte patologii care împiedică inimii să primească o cantitate de sânge necesară. În acest grup de patologii intră și stenoza și insuficiența aortică, stenoza mitralică, anemia gravă, hipertiroidismul și aritmiile grave.
Și angina vasospastică intră în această formă, favorizată de abuzul de cocaină.

#### Criterii descriptive
Fiecare atac anginos este clasificat în funcție de:
Localizare: referindu-se la regiunea retro-sternală mediu-superioară; în unele cazuri poate interesa toată zona toracică și se poate iradia la gât, mandibulă, brațul stâng, degetele mâinii și umerii.
Tipul: opresiv, constrictiv, arzător sau sufocant variabil de la lejer la sever în general neinfluențat de respirație sau de schimbarea poziției corpului.
Durata: de la câteva secunde la 15 minute; dacă durerea anginoasă depășește 20-30 de minute, e posibil să fie vorba de un infarct miocardic.
Frecvența: sporadice, regulate, neregulate, frecvente.

##### Angina de frig
Cauzată de expunerea la joase temperaturi și datorată de vasoconstricția coronarelor și creșterea presiunii arteriale.

##### Angina postprandială
Se manifestă, în general, în urma efortului modest doar dacă acesta e efectuat după o masă. Poate sugera prezența unei boli coronariene grave.

##### Angina de stres
Asociată prevalent de situații de stres emoțional.

##### Angina de decubit
Cauzată de clinostatism (poziția culcată), care crește efortul cardiac.

##### Sindromul X sau angina microvasculară
Un sindrom anginos caracterizat de episoade de ischemie miocrdică în absența de leziuni aterosclerotice.
Și în acest caz este vorba de o disfuncție care provoacă un spasm excesiv al arterelor coronare cauzat de alterarea mecanismului normal de reglare între vasoconstricție și vasodilatare. Sunt afectate micile vase coronare de rezistență.
Riscul ca angina să evolueze în evenimente cardiace mai grave este foarte mic în acest caz.

### Simptome
Cel mai des întâlnit simptom al bolii este durerea toracică, care în general este de tip constrictiv. Persoana afectată de angină are o senzație puternică de presiune în piept, ca un clește. Uneori, durerea e mai puțin intensă, vagă și mai degrabă sub formă de disconfort. De cele mai multe ori durerea crește în intensitate gradual și este urmată de o slăbire progresivă.
În unele cazuri, durerea se poate extinde către brațul stâng pe latura ulnară, la degetele mâinii și uneori la mandibulă, la gât și la stomac. Durerea anginală nu e influențată de respirație sau de poziția corpului.
În general simptomele sunt agravate de efortul fizic, de frig, de stres și de toate acele situații în care necesarul energetic al inimii crește considerabil față de condițiile de repaus. În situațiile mai puțin grave, durerea scade cu repausul.
În majoritatea cazurilor, durerea se ameliorează cu trinitrină.
Alte Simptome caracteristice, dar nu întotdeauna evidente ale anginei pectorale sunt:
- dispneea, cu senzații de sufocare
- transpirația bruscă și excesivă
- greața
- vomitul

Aceste simptome nu sunt exclusive anginei, care poate fi uneori confundată cu alte boli caracterizate de simptome similare. Refluxul gastroesofagian poate cauza o durere retrosternală similară cu cea provocată de angină. În același fel, durerile cervicale se pot iradia la nivelul umerilor și brațului, așa cum se întâmplă în cazul persoanelor afectate de angină.
Și colicile biliare, spasmele esofagiene, ulcerul peptic (localizare gastrică) și sindromul dureros cu caracter reumatologic infectiv poate fi cauza durerilor toracice.

### Factori de risc
Stilul de viață
- sedentarietatea
- alimentația (excesul de calorii, grăsimi sature, zaharuri simple și colesterol; alimentație carentă în fibre, vitamine, pește și acizi grași polinesaturați)
- fumatul excesiv, alcoolul și drogurile
- stresul

Genetica
- cazuri de boli cardiace în familie
- sindrom metabolic
- hipertensiune arterială
- obezitate (în special viscerală, BMI mai mare de 35, circumferința taliei mai mare de 102cm la bărbați și mai mare de 88cm la femei)
- diabet zaharat (insulinorezistența)
- hipercolesterolemia (colesterol total mai mare de 200mg/dl, colesterol bun HDL mai mic de 40mg/dl la bărbați sau mai mic de 50mg/dl la femei)

Diagnostic
Diagnosticul de angina pectorală trebuie să excludă alt boli cu simptome similare. Printre aceste simptome găsim:
- Test de efort: cel mai des întâlnit examen care se efectuează pentru a diagnostica o probabilă angină. Pacientul e invitat să facă un efort fizic (de obicei pe bicicletă) în timpul căreia sunt monitorizați parametri ca prezența ischemiei, eventuale aritmii și toleranța la efort, prin electrocardiogramă.
- Coronarografia, sau angiografia coronariană: se introduce printr-un cateter un mijloc de contrast care va permite evaluarea stării de sănătate a coronarelor. De obicei efectuată în cele mai grave cazuri, este capabilă să furnizeze informații utile chiar și în cazul unei eventuale intervenții de revascularizare.
- Scintigrafia: poate fi efectuată atât în repaus cât și sub efort prin introducerea unui special mijloc de contrast radioactiv (inofensiv pentru organism) capabil să se fixeze foarte bine pe celulele inimii. În acest fel este posibilă evaluarea distribuirii soluției și starea de sănătate a coronarelor (distribuție omogenă înseamnă coronare curate și o inimă sănătoasă, o distribuire neomogenă înseamnă coronare închise datorită unui defect de perfuzie, reversibil sau ireversibil).
- Electrocardiograma: furnizează informții prețioase doar în timpul atacului anginos. Este utilizat, totuși, în repaus pentru a exlude alte patologii care pot fi cauza atacurilor anginoase (ex. Cardiomiopatii hipertrofice, aritmii, etc). Pentru a culege ulterioare informații, uneori se recurge la electrocardiograma Holter, înregistrând graficul electrocardiografic pentru o perioadă mai lungă (de obicei 24 de ore).
- Ecocardiografia: este un examen de rutină, fără durere, care permite examinarea stării de sănătate a inimii prin intermediul unor unde acustice specifice.

### Tratamentul
Ca în cazul oricărei alte patologii, înainte de toate e oportună adoptarea de metode non farmacologice cu scopul de a corecta stilul de viață și eliminarea factorilor de risc de mai sus.
Apoi, atenția se poate muta către eventuale boli care predispun (să nu uităm că angina este doar expresia unei boli, nu o boală).
Printre cele mai utilizate medicamente amintim:
- Aspirina și antiagregantele piastrinice
- Nitrații
- Beta-blocanții
- Antagoniștii de Calciu

În cele mai grave cazuri e necesară o intervenție care poate fi efectuată în angioplastie sau chirugicală (bypass aortocoronarian).